# キャピタランド
キャピタランド（CapitaLand Limited、SGX: C31, OTC Pink CLLDY）は、シンガポールに本部を置く不動産会社。2000年にDBS銀行の子会社であるDBSランドとSTプロパティ・インベストメントの子会社であるピデムコランドの合併で誕生した。

## 概要
中核事業として不動産開発、不動産金融サービス、ホテル運営を行なっている。事業地域は主にシンガポールと中国本土であるが、オーストラリア、ヨーロッパ、湾岸地域等で事業を行なっている。

## グループ

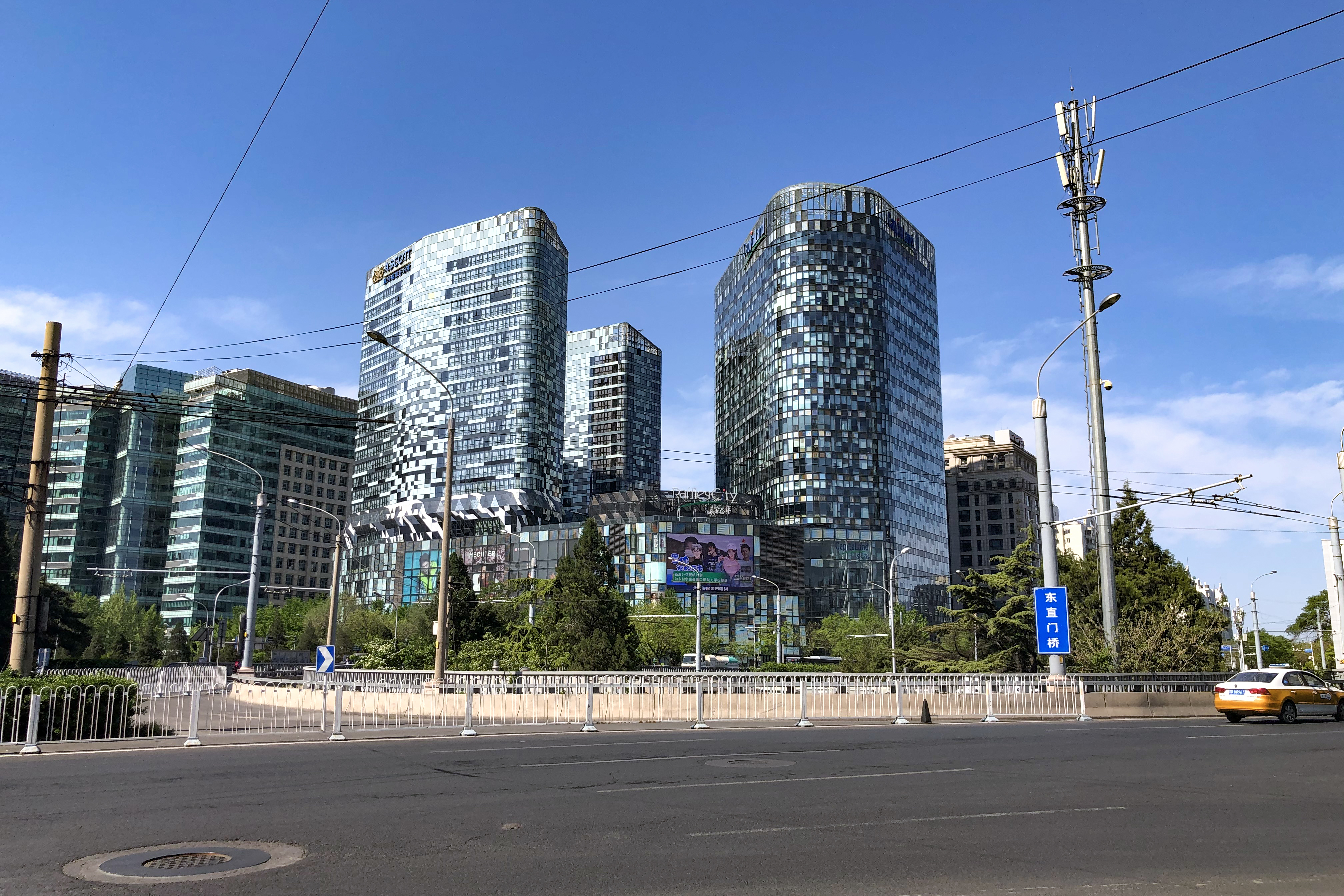
ラッフルズシティ北京

数社の上場企業をグループ企業として保有しており、代表的な企業は、不動産投資信託のキャピタモール・トラスト、キャピタコマーシャル・トラスト、アスコット・レジデンス・トラスト、キャピタリテール・チャイナ・トラスト、オーストラランド。
住宅用不動産
- CapitaLand Residential Singapore
- CapitaLand China
- CapitaValue Homes
- Australand (59.3%保有)

商業用不動産
- CapitaLand Commercial

ショッピングモール
- CapitaMalls Asia (SGX: JS8)

サービスアパートメント
- アスコット・リミテッド（英語版）

不動産投資信託・ファンド
- CapitaMall Trust (29.7%保有 SGX: C38U)
- CapitaCommercial Trust (31.3%保有 SGX: C61U)
- Ascott Residence Trust (47.0%保有)
- CapitaRetail China Trust (26.6%保有)
- CapitaRetail Malaysia Trust
- Quill Capita Trust (9.4%保有)

## 社会貢献活動
2005年にキャピタランド・ホープ財団（CapitaLand Hope Foundation）を設立、グループの純利益の0.5%を教育、医療、シェルター等のサポートに割り当ている。2011年から中国国内において上海を拠点とし、学校（凯德希望小学）設立等を支援するキャピタランド・ホープ基金中国（凯德中国希望基金）を運営している。この他にベトナム、タイ、マレーシア、インドネシア、フィリピンなどでも活動を行う。